# Idiops fuscus
Idiops fuscus là một loài nhện trong họ Idiopidae.
Loài này thuộc chi Idiops. Idiops fuscus được Josef Anton Maximilian Perty miêu tả năm 1833.